# أنطون كوغلر
أنطون كوغلر (بالألمانية: Anton Kugler)‏ هو لاعب كرة قدم ألماني، ولد في 28 مارس 1898 في نورنبرغ في ألمانيا، وتوفي في 2 يونيو 1962. شارك مع منتخب ألمانيا لكرة القدم. أما مع النوادي، فقد لعب مع نادي نورنبرغ.

## وصلات خارجية
- أنطون كوغلر على موقع قاعدة بيانات كرة القدم.إي يو (الإنجليزية)
- أنطون كوغلر على موقع ناشيونال فوتبول تيمز (الإنجليزية)
- أنطون كوغلر على موقع عالم كرة القدم.نت (الإنجليزية)